# Gianpiero Combi
Gianpiero Libero Maria Combi (født 20. november 1902 i Torino, død 12. august 1956) var en italiensk fodboldspiller, som blev verdensmester med Italien ved VM i 1934 på hjemmebane. Han deltog også i to olympiske lege i 1920'erne
Combi var med ved OL 1924 i Paris, men fik ikke spilletid. Til gengæld var han med i holdet kampe ved OL 1928 i Amsterdam fra kvartfinalen og frem, da italienerne vandt bronze. Han var målmand for italienerne i turneringen, hvor Uruguay vandt finalen over Argentina. Italiens vej til bronzekampen kom gennem sejr over Frankrig med 4-3 i første kamp (uden Combi), uafgjort med 1-1 mod Spanien i den første kvartfinale, fulgt af sejr på 7-1 i omkampen tre dag senere. Derefter tabte de i semifinalen mod Uruguay med 2-3, men vandt bronzekampen mod Egypten 11-3.
Inden VM 1934 var han egentlig stoppet på landsholdet, men da hans afløser, Carlo Ceresoli brækkede armen kort inden VM, blev Combi hentet tilbage, og han var dermed med til at blive verdensmester med Italien efter finalesejr over Tjekkoslovakiet på 2-1. Combi var italiensk anfører i fire kampe i denne turnering, der blev hans sidste landskampe. Han opnåede i alt 47 landskampe.
Combi spillede 367 kampe for FC Juventus i perioden 1921–34. Han vandt Serie A fem gange med klubben, 1925-26, 1930-31, 1931-32, 1932-33 og 1933-34.